# Mardi Gras (Schiff, 1961)
Die Mardi Gras war ein Kreuzfahrtschiff der Carnival Cruise Lines und das erste Schiff der Reederei. Es wurde 1961 als Empress of Canada der kanadischen Canadian Pacific Steamships und letzter Neubau der Reederei in Dienst gestellt. Das Schiff blieb bis 1972 als Royal Mail Ship im Liniendienst und war nach seiner Ausflottung bei Carnival 1993 unter verschiedenen Namen und Eignern für Kreuzfahrten im Einsatz, ehe es 1997 ausgemustert und 2003 in Indien abgewrackt wurde.

## Geschichte

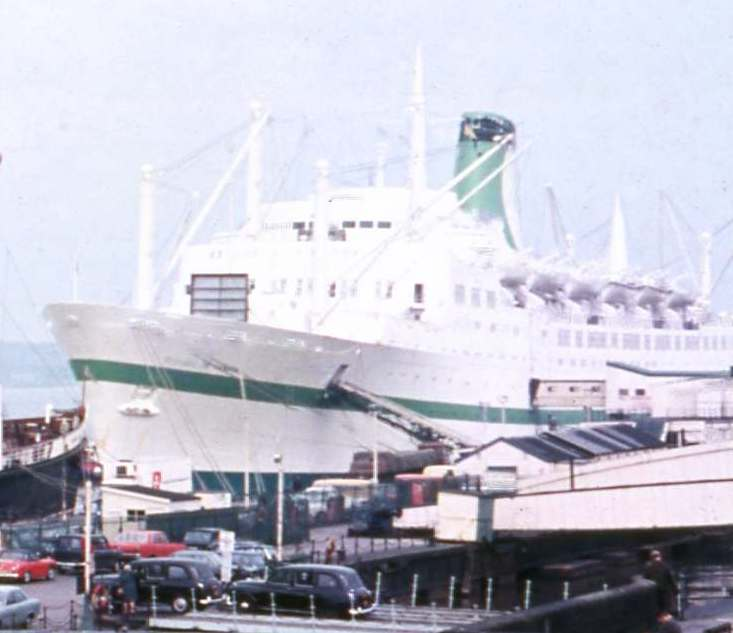
Als Empress of Canada in Liverpool, 1971

Die Empress of Canada wurde unter der Baunummer 171 bei Vickers-Armstrongs in Newcastle upon Tyne gebaut und am 10. Mai 1960 vom Stapel gelassen. Nach der Übernahme durch Canadian Pacific Steamships wurde das Schiff am 24. April 1961 im Liniendienst von Liverpool nach Montreal in Dienst gestellt. Die Empress of Canada konnte außerdem für Kreuzfahrten genutzt werden. 1968 wurde das Schiff umgebaut und konnte fortan 1.240 anstatt 1.040 Passagiere befördern.
Im Januar 1972 ging die Empress of Canada unter dem Namen Mardi Gras in den Besitz der Carnival Cruise Lines über und wurde somit das erste Schiff der im selben Jahr gegründeten Reederei. Sie wurde fortan für Kreuzfahrten in der Karibik genutzt.
Am 11. März 1972 lief das Schiff während einer Kreuzfahrt vor Miami auf eine Sandbank. Es konnte jedoch wieder freigeschleppt werden und seine Reise anschließend fortsetzen.
Nach mehr als zwanzig Jahren im Dienst für Carnival ging die Mardi Gras im September 1993 an die griechische Epirotiki Lines, die sie zuerst in Olympic, 1994 in Star of Texas (für den kurzlebigen und erfolglosen Einsatz als Casinoschiff) und schließlich 1995 in Apollon umbenannten, ehe sie im Mai 1995 in Eleusis aufgelegt wurde.
Im Dezember 1995 charterte der britische Reiseanbieter Direct Cruises die Apollon unter dem neuen Namen Olympic 2004 und setzte sie auf dem britischen Kreuzfahrtmarkt ein. Nach Auslaufen der Charter kehrte das Schiff am 1. Oktober 1997 zum Aufliegen nach Eleusis zurück, wo es 1998 wieder seinen alten Namen Apollon erhielt. 2001 kehrte die Apollon aufgrund von Verzögerungen bei der Ablieferung des Neubaus Olympic Explorer wieder in den Dienst zurück und blieb noch bis Mitte des Jahres 2003 im Einsatz.
Nach kurzer Aufliegezeit in Eleusis wurde die Apollon im November 2003 zum Abbruch ins indische Alang verkauft, wo sie am 5. Dezember 2003 unter dem Überführungsnamen Apollo bei der Jain Shipbreaking Company eintraf.

## Trivia
In Anlehnung an den Namen seines ersten Schiffes taufte Carnival das erste Schiff der größten Schiffsklasse in der Geschichte der Reederei, der Excellence-Klasse, ebenfalls Mardi Gras. Die anderen Schiffe der Klasse tragen mit Carnival Celebration und Carnival Jubilee an das mit dem 50. Jahrestag der Übernahme der Empress of Canada zusammenfallende 50-jährige Jubiläum der Reederei sowie den vierten bzw. dritten Neubau der Reederei angelehnte Namen.